# Paz de Río
Paz de Río è un comune della Colombia facente parte del dipartimento di Boyacá.
Il centro abitato venne fondato da un gruppo di francescani nel 1824, mentre l'istituzione del comune è del 1830.